# Annickia pilosa
Annickia pilosa là loài thực vật có hoa thuộc họ Na. Loài này được (Exell) Setten & Maas mô tả khoa học đầu tiên năm 1990.